# Зайцев, Юрий Фёдорович
Юрий Федорович Зайцев (род. 15 января 1955) — театральный режиссёр, режиссёр телевидения.

## Биография
Юрий Зайцев окончил режиссёрский факультет ГИТИС курс А. А. Гончарова (актёрская группа), получил диплом актёра театра и кино. В 1982 году на Высших театральных курсах при Министерство культуры РСФСР, режиссёрское отделение под руководством профессора А. А. Гончарова, получил диплом режиссёра-постановщика
В театре работал с 1977 по 1990 год.

## Театральные постановки
- «Дом с колокольчиком» А. Сергеев (Ленком)
- «Мотивы» М. Ворфоломеев (Московский театр имени Пушкина)

Главный режиссёр Новгородского драматического театра: А. П. Чехов «Иванов», М. В. Гораева «Суд», П. Треверс, стихи Б. Заходера «Мери Поппинс», Вс. Кочетов «Журбины», Н. Мирошниченко «Провокация», М. Ворфоломеев «Дожди» и др.
Главный режиссёр Костромского драматического театра (сезон 1987—1988 годов): Ф. Дюрренматт «Геркулес и Авгиевы конюшни», М. Булгаков «Багровый остров», В. Мережко «Женский стол в охотничьм зале», М. Ворфоломеев «Распутица», Н. В. Гоголь «Ревизор» и др.

## Актёрские работы
- 1977 — «Парень из нашего города» К. Симонова; постановщики М. Захаров и Ю. Махаев — Вано Гулиашвили (Ленком)

Жестокие игры 1979, «Никита»

## Документальные сериалы
- «Единого слова ради» — 1 канал;
- «Жители страны Атлантида» — РТР;
- «Театральные ряды» — ТВЦ;
- «Криминальная Россия» — НТВ;
- «Вернисаж Резника» — НТВ;
- «Лубянка» — 1 канал;
- «Документальный детектив» — 1 канал.

## Документальные фильмы
- «Ушёл из дома и не вернулся» — 1 канал;
- «Гибель парома Эстония» — 1 канал;
- «Адольф Гитлер. Билет в одну сторону» — 1 канал;
- «ЦРУ против СССР. Приказано уничтожить» — 1 канал;
- «Призраки ночных дорог» — 1 канал.

## Шоу программы
- «Ангажемент» — 1 канал;
- «Лимпопо» — 1 канал;
- «Богатырские игры» — 1 канал;
- «Кабаре двойников» — 1 канал;
- «Он и она» — 1 канал;
- «Гала концерты» — 1 канал;
- «Дизайн Ревю» — телеканал − 2х2;
- «Кулинарный дозор» — телеканал ТНТ;
- «Перехват» — НТВ.

Главный режиссёр главной редакции художественно-драматических программ телевидения «Останкино», режиссёр постановщик студии музыкальных программ телевидения «Останкино», режиссёр-постановщик телерадиокомпании «Останкино».
За время работы на телевидении участвовал в создании более 300 телевизионных работ: фильмов, спектаклей, программ и др.

## Телевидение
Телесериал Первого канала — «СЛЕД» постановочное игровое кино в формате «докудрама».

## Награды
- «Лубянка» — победитель Национальной телевизионной премии ТЭФИ-2002 в номинации: Сериал телевизионных документальных фильмов.

1. ↑  Identifiants et Référentiels (фр.) — ABES, 2011.